# Diocese de Concepción
A  Diocese de Concepción (em latim: Dioecesis Sanctissimae Concepionis in Argentina) é uma diocese localizada na cidade de Concepción, pertencente a Arquidiocese de Tucumán na Argentina. Foi fundada em 12 de agosto de 1963 pelo Papa Paulo VI. Com uma população católica de 307.315 habitantes, sendo 73,2% da população total, possui 22 paróquias com dados de 2017. 

## História
A Diocese de Concepción foi criada a partir da Arquidiocese de Tucumán em 12 de agosto de 1963. 

## Lista de bispos
A seguir uma lista de bispos desde a criação da diocese. 
|                 | Nome                            | Período    | Notas                      |
| Bispos          | Bispos                          | Bispos     | Bispos                     |
| --------------- | ------------------------------- | ---------- | -------------------------- |
| 6º              | José Antonio Díaz               | 2021-atual |                            |
| 5º              | José Melitón Chávez             | 2020-2021  |                            |
| 4º              | Armando José Maria Rossi, O.P.  | 2001-2020  |                            |
| 3º              | Bernardo Enrique Witte, O.M.I   | 1992-2001  |                            |
| 2º              | Jorge Arturo Meinvielle, S.D.B. | 1980-1991  | Nomeado Bispo de San Justo |
| 1º              | Juan Carlos Ferro               | 1963-1980  |                            |
| Bispo-coadjutor |                                 |            |                            |
|                 | José Melitón Chávez             | 2019-2020  |                            |
|                 | Armando José Maria Rossi, O.P.  | 2000-2001  |                            |